# Biord
Et biord (adverbium) er et ord, som nærmere bestemmer et udsagnsord, et tillægsord, et andet biord eller en hel sætning.
Biord kan være fødte biord (disse kaldes også rene adverbier) eller biord afledt fra tillægsord.
Eksempler på danske fødte biord er nu og bag, mens eksempler på den anden kategori er langt og spartansk der er afledt fra tillægsordene lang og spartansk.
På engelsk ser man at biord afledt fra tillægsord gerne får endelsen -ly foreksempel biordet sweetly (sødt) afledt fra tillægsordet sweet (sød).

## Bøjning
Fødte danske biord kan oftest ikke gradbøjes.
Der findes dog nogle få fødte gradbøjelige danske biord.
Det sker på samme måde som man ser hos tillægsordene, for eksempel længe (længere, længst), ofte (oftere, oftest), tit (tiere, tiest)
og gerne (hellere, helst, hvor der også er suppletion).
De afledte biord kan gradbøjes på samme måde som deres tillægsord, for eksempel "Hunden løb hurtigst," hvor biordet "hurtigst" i 3. grad lægger sig til udsagnsordet "løb".
En anden slags bøjning ses for visse danske stedsbiord, hvor bøjningen sker i forbindelse med telicitet og dynamisk/statisk betydning.
Eksempler er hjem, hjemme og hjemad samt op, oppe og opad.

## Funktioner
Biordene kan inddeles efter betydning.
Det kan ske efter tidslige eller rumlige forhold.
Blandt forfattere er der ikke nødvendigvis enighed om hvilke kategorier der skal opstilles.
Blandt de grupper af biord man finder nævnt i litteraturen er:
- Stedsbiord/stedsadverbier (bag, deroppe, nede)[7][8]
- Retningsbiord/retningsadverbier (bagud, ind, indad)[9][8]
- Tidsbiord/tidsadverbier (dengang, snart, bagefter...)[10][8]
  - Hyppighedsbiord/hyppighedsadverbier[11]
  - Varighedsbiord/varighedsadverbier[11]
- Mådesbiord/mådesadverbier (alene, overens, tilovers...)[12]
- Gradsbiord/gradsadverbier (lidt, ret, temmelig)[13][8]
- Holdningsbiord/attitudeadverbier (desværre, heldigvis)[14][8] og kommentaradverbier[15]
- Konnektionsadverbier (altså, deraf)[16]
  - Fokusbiord/fokusadverbier (kun, blot, ...)[16]
- Nægtelser/negation (ikke, ej, aldrig)[9]
- Spørgebiord/interrogative adverbier (hvor, hvornår, hvorfor...)[9][8]
- Årsagsbiord (nemlig, ellers, altså...)

Aldrig er en kombination af tidsbiord og nægtelse.
Visse forfattere skelner mellem tre hovedgrupper: funktionelle, talerholdning og biord for omstændigheder.

### Specielt om danske biord
- Robert Zola Christensen; Lisa Holm Christensen (2005), Dansk Grammatik, Odense: Syddansk Universitetsforlag, ISBN 87-7674-042-0, OL 21168790M, Wikidata  Q58384014  Særligt kapitel 12, siderne 138–147.
- Erik Hansen; Lars Heltoft (2011), Grammatik over det Danske Sprog, Det Danske Sprog- og Litteraturselskab, Syddansk Universitetsforlag, ISBN 978-87-7533-008-9, LCCN 2012499011, OCLC 772551798, OL 31018315M, Wikidata  Q58673045 . Forkortet GDS.
  - Erik Hansen; Lars Heltoft (2011), Grammatik over det Danske Sprog, Grammatik over det Danske Sprog, 1. udgave, vol. 1, Det Danske Sprog- og Litteraturselskab, ISBN 978-87-7533-009-6, OL 31018315M, Wikidata  Q58683184 
  - Erik Hansen; Lars Heltoft (2011), Grammatik over det Danske Sprog, Grammatik over det Danske Sprog, 1. udgave, vol. 2, Det Danske Sprog- og Litteraturselskab, ISBN 978-87-7533-010-2, OL 31018315M, Wikidata  Q58677587 
  - Erik Hansen; Lars Heltoft (2011), Grammatik over det Danske Sprog, Grammatik over det Danske Sprog, 1. udgave, vol. 3, Det Danske Sprog- og Litteraturselskab, ISBN 978-87-7533-011-9, OL 31018315M, Wikidata  Q59485184
- Eva Skafte Jensen (2000), "Sætningsadverbialer og topologi med udgangspunkt i de konnektive adverbialer", Ny Forskning i Grammatik (7): 141-154, Wikidata  Q79239308
- Henrik Galberg Jacobsen (1996), Grammatisk talt, Dansk Sprognævns skrifter, København: Dansklærerforeningen, ISBN 87-7704-406-1, OL 738520M, Wikidata  Q58481274
- Kirsten Rask (2005), Den nødvendige grammatik, Grafisk Litteratur, ISBN 87-91171-22-9, OCLC 474543782, Wikidata  Q54314757  Særligt siderne 28-29.